# Hachen
Hachen ist der zweitgrößte Ortsteil der Stadt Sundern (Sauerland) im Hochsauerlandkreis in Nordrhein-Westfalen (nach der Stadtmitte).

## Lage
Hachen und das zugehörige Dorf Reigern grenzen im Norden und Osten an die Arnsberger Ortsteile Müschede und Wennigloh. Im Westen grenzt Hachen an Enkhausen, im Südwesten an Langscheid und im Süden an Stemel. Durch seine geographisch sehr interessante Lage zwischen dem Naturpark Arnsberger Wald und dem Naturpark Sauerland-Rothaargebirge ist es ein beliebtes Ausflugsziel. Etwa 3 km von Hachen entfernt befindet sich der Sorpesee.

## Geschichte

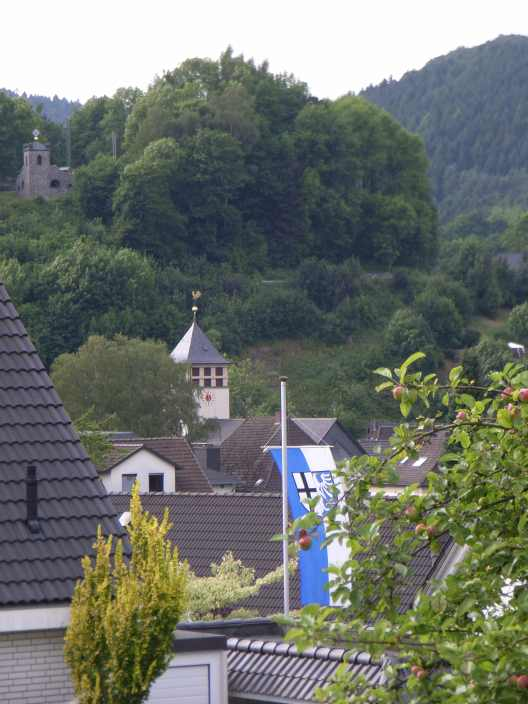
Kriegerehrenmal an der Berghöhe

### Mittelalter
Urkundlich erwähnt wurde Hachen bereits im Jahre 793 im Güterverzeichnis des Klosters Werden.
Der Name Hachen ist vermutlich eine Abwandlung von Hagen (Hecke), eine damit verwandte Hegge ist ein Waldstreifen, der als Begrenzung dient. Diese Ortsbezeichnung ist in Westfalen auch bei zusammengesetzten Ortsnamen häufiger zu finden. Die Schreibweise des Namens änderte sich im Laufe der Jahrhunderte (Beispiel: Hagnen 793, Hakkene 1000, Hagne im Mittelalter und viele mehr). Die heutige Ortsbezeichnung ist erstmals in einer Urkunde des Papstes Alexander II. aus dem Jahr 1173 überliefert. Hachen war vermutlich seit dem Beginn des 14. Jahrhunderts eine Freiheit, ein Ort mit lippischem Stadtrecht, aber ohne Befestigung und hatte so das Recht zur Führung eines eigenen Siegels, das erste bekannte Siegel ist von 1652 überliefert. Das zweigeteilte Siegel zeigt auf der rechten Seite ein Kreuz und auf der anderen einen halben Adler. Die Umschrift ist kaum noch lesbar. Die Siedlung war keine planmäßig angelegte, sondern eine nach und nach gewachsene; die Häuser wurden um die Burg errichtet. Außerhalb des Bereiches der Burg standen Höfe in weiteren Abständen. Nach der Erhebung zur Freiheit hatten die Handwerker das Recht Zünfte zu bilden, der Ort durfte Zölle erheben und Märkte abhalten. Wegen der geringen Einwohnerzahl ist allerdings nicht davon auszugehen, dass diese Rechte regelmäßig wahrgenommen wurden.

### Neuzeit
Ein weiterer wichtiger Bestandteil des öffentlichen Lebens war der gemeinsame Besitz und die Nutzung der Mark. Der Wald lieferte Holz, Nahrung für Mensch und Tier und Streu. Die Bürger bildeten eine Markgenossenschaft. Alle Nutzungen waren genau geregelt, wie zum Beispiel, wer welche Anzahl Stück Vieh zur Mast in die Wälder treiben durfte; die Menge des Holzeinschlages überwachte der Holzrichter. Die Menschen dieser Zeit ernährten sich vorwiegend durch Landwirtschaft, es gab so gut wie keine Industrie, aber einige Woll- und Leineweber; belegt ist deren Existenz seit 1717. Wahrscheinlich produzierten sie mehr, als im Ort abzusetzen war und lieferten ihre Ware auch in andere Gegenden.
Im Herzogtum Westfalen, zu dem auch Hachen gehörte, begannen nach der Reformation wirre Zeiten und es brachen verschiedene Kriege aus. Der Hexenglaube nahm zu, vermutlich wurde in Hachen kein Mensch als Hexe hingerichtet. In einem Visitationsbericht von 1619 ist im Ort ein Ketzer genannt. Im 17. und 18. Jahrhundert gab es immer wieder kleinere militärische Übergriffe, auch Einquartierungen erfolgten. Die Steuern waren so hoch, dass die Bürger teilweise an die Grenze des Ruins gebracht wurden. Das geistliche Herzogtum Westfalen kam 1803 an Hessen-Darmstadt, Hachen war hessisch. Dabei änderte sich für die Bürger nicht sehr viel, der Magistrat und der Bürgermeister blieben im Amt und alte Verpflichtungen und Abhängigkeiten hatten weiter Bestand. 1811 trat die sogenannte Schultheißenverordnung in Kraft, in Hachen wurde ein Mann mit Namen Wiebelhaus zum Schultheiß ernannt, er fungierte als Richter und Verwaltungsbeamter.
Erste Katasterkarten wurden 1820 angelegt, ab 1844 wurden Protokollbücher der Sitzungen des Gemeinderates geführt. Hieraus geht hervor, dass die Gemeinde in der Zeit um 1845 eine der bedürftigsten war. 1845 brannte der Ort teilweise nieder. Der Anschluss an das Fernmeldenetz erfolgte um 1890. Hachen gehörte von 1837 bis zum 31. Dezember 1974 zum Amt Hüsten.

### Erster und Zweiter Weltkrieg
Im Ersten Weltkrieg fielen 43 Bürger des Ortes, ihnen zum Gedenken wurde 1924 auf dem Burgberg ein Ehrenmal aufgestellt. Im März 1933 fand die letzte freie Gemeindewahl statt, der gewählte Gemeindevorsteher Heinrich Potthoff wurde per Gesetz gezwungen, von seinem Amt zurückzutreten. Obwohl er von den Gemeinderäten einstimmig wiedergewählt wurde, kam die Regierung diesem Ansinnen nicht nach, sondern es wurde am 4. August 1933 Johannes Schwartpaul von Amtsbürgermeister in sein neues Amt als Bürgermeister eingeführt. Nach dem neuen Gemeindeverfassungsgesetz sollten in jeder Gemeinde der ranghöchste SA-Führer und der oberste politische Führer der NSDAP als Gemeinderäte eingesetzt werden. Die restlichen drei Gemeinderäte wurden durch den Gauleiter bestimmt. Schwartpaul blieb bis 1945 Bürgermeister. Nach der Machtübernahme Hitlers fand am 30. Januar 1933 ein Fackelzug durch das Dorf statt. Immer wieder wurden in den kommenden Jahren Aufmärsche mit Menschen in braunen Uniformen abgehalten, Heimat- und sogenannte Siegabende gab es für die Jugendlichen. An den Maifeiertagen war das Dorf mit frischem Grün geschmückt, es wurden die Reden Hitlers an Volksempfängern gehört. Irgendwann durften die Kinder des jüdischen Bürgers Sally Grünberg, der im Ort als selbstständiger Metzger arbeitete, nicht mehr am Schulunterricht teilnehmen. Die „arische“ Bevölkerung wurde unter Androhung von Repressalien dazu angehalten, nicht mehr bei ihm einzukaufen. Die Familie Grünberg hat bis auf zwei Kinder, die frühzeitig ausgewandert waren, den Holocaust nicht überlebt.
Nach dem Bombenangriff auf die Sorpetalsperre im Mai 1943 waren für die Reparatur- und Aufräumarbeiten viele Arbeitskräfte notwendig. Diese wurden überwiegend aus Kriegsgefangenen und Zwangsarbeitern rekrutiert, die in Unterkünften auf dem Gelände der heutigen Schützenhalle untergebracht waren. Zum Ende des Zweiten Weltkrieges wurde Hachen am 10. April 1945 von sechs Bomben getroffen, die US-Jagdbomber abwarfen, es entstand erheblicher Schaden an einigen Häusern, elf Panzergrenadiere der Waffen-SS aus Litauen starben. Weitere Schäden wurden am 12. April durch Artilleriebeschuss verursacht. Am gleichen Tag stürzte eine deutsche Ju-52, welches den Ruhrkessel versorgen sollte, nach Beschuss auf den Bauernhof Messler-Hippel. Die vier Besatzungsmitglieder und ein Helfer des Bauernhofes starb vorher beim Artilleriebeschuss. Der Bauernhof brannte durch den brennenden Treibstoff der Ju-52 nieder. Die Bevölkerung floh in die umliegenden Wälder, die amerikanischen Truppen zogen am 13. April 1945 widerstandslos in den Ort ein. Insgesamt fielen in diesem Krieg 79 Männer aus Hachen. Die 16 am Kriegsende gefallenen wurden später auf den Hachener Friedhof umgebettet. 2021 stellte man einen gemeinsamen Grabstein für diese Kriegstoten auf.

### Nach den Kriegen
Wichtige Aufgaben waren nach den Weltkriegen die Regelung der Textil- und Lebensmittelverteilung. Nach dem Zweiten Weltkrieg war Hachen das Ziel von etlichen Flüchtlingen, so musste auch die Bewirtschaftung des Wohnraumes geregelt werden. In der ersten Zeit der Besatzung durch die amerikanischen Truppen wurden Häuser beschlagnahmt, Rundfunkgeräte eingezogen und Sperrstunden verhängt. In den ersten vier Wochen war der Strom abgestellt, die Schule wurde im September 1945 wieder eröffnet. Die Amerikaner, die zum Teil in großen Zelten auf den Röhrwiesen untergebracht waren, zogen nach einigen Wochen wieder ab und der Ort hatte seine Probleme mit den vielen Flüchtlingen zu lösen. Kurz nach dem Krieg begann die Demontage der Firma Froh.
Nach dem Zweiten Weltkrieg wurde Clemens Schulte von der Militärregierung als Bürgermeister eingesetzt, dieser stellte in der ersten Sitzung nach der Wahl vom 25. September 1946 sein Amt zur Verfügung. Als Nachfolger wurde Josef Schulte Angels gewählt, der bis zum 24. November 1952 amtierte und 1967 von Karl König abgelöst wurde. Letzter Bürgermeister von Hachen war Josef Cordes. Wegen des Inkrafttretens des Neugliederungsgesetzes verlor er am 1. Januar 1975 sein Amt. Die Freiheit Hachen verlor somit seine selbständige kommunale Einheit. In all den Jahren seit 1844 war nur einmal eine Frau Mitglied der Gemeindevertretung, ihr Name war Maria Potthoff.

## Politik

### Wappen
Blasonierung:

Wappen der ehemaligen Gemeinde Hachen

Von Blau und Silber gespalten, vorn am Spalt ein halber, goldbewehrter silberner Adler mit goldener Zunge, hinten ein durchgehendes schwarzes Kreuz.
Beschreibung:
Das erste bekannte Siegel stammt aus dem Jahr 1652. Dort ist auf der linken Seite ein halber Adler und auf der rechten ein freischwebendes Kreuz zu sehen. Hieraus wurde wahrscheinlich das Wappen entwickelt, das eine Verbindung der beiden Landeswappen (Arnsberger Adler und kurkölnisches Kreuz) bildet. In dieser Form ist das Wappen auch in der Arnsberger Wappensammlung von 1700 dargestellt. Die amtliche Genehmigung erfolgte am 21. Dezember 1912. Zu diesem Zeitpunkt enthielt das Wappen noch den Kirchenpatron Sankt Laurentius als Schildhalter.

## Wasserversorgung
Eine zentrale Wasserversorgung wurde 1908 nach den Plänen des Wiesenbaumeisters Heinemann aus Siegen gebaut. Die Abrechnung der Wasserlieferungen an die Haushalte wurde nach einem komplizierten Verfahren, bei dem auch die Größe des Viehbestandes und der Wohnung eine Rolle spielten, vorgenommen. Wasseruhren wurden 1928 installiert. Schwierigkeiten mit der Wasserversorgung waren seit 1909 bekannt, die Molkerei benötigte durchgehend Wasser für die Kühlung und ein Privatmann unterhielt einen Springbrunnen. Außerdem waren die Quellen nur mäßig ergiebig. Die höher gelegenen Gebäude waren teilweise nicht ausreichend versorgt. Maßnahmen, wie das Verbot des Einsatzes von Wassermotoren bei Waschmaschinen, Betrieb von Springbrunnen u. a., sowie die Erschließung neuer Quellen linderten die Probleme nur mäßig. Nach dem Zweiten Weltkrieg wurde mit den Gemeinden Enkhausen und Stemel eine gemeinsame Wasserversorgung vereinbart, bei dieser Maßnahme wurde auch die Quelle an der Hüttenwiese erschlossen und mit einer Pumpe das Wasser in die Leitungen eingespeist. Die Gemeinde erwarb um 1960 die Rechte an der Quelle der Bieber in Holzen. Nach dem Verbund mit der Stadt Sundern wurde ein neues Wasserwerk an der Sorpe errichtet, die Wasserknappheit war behoben.

## Sehenswürdigkeiten
Die über 1000 Jahre alte Ruine der Burg Hachen mit dem Kriegerehrenmal ist das Wahrzeichen des Ortes.

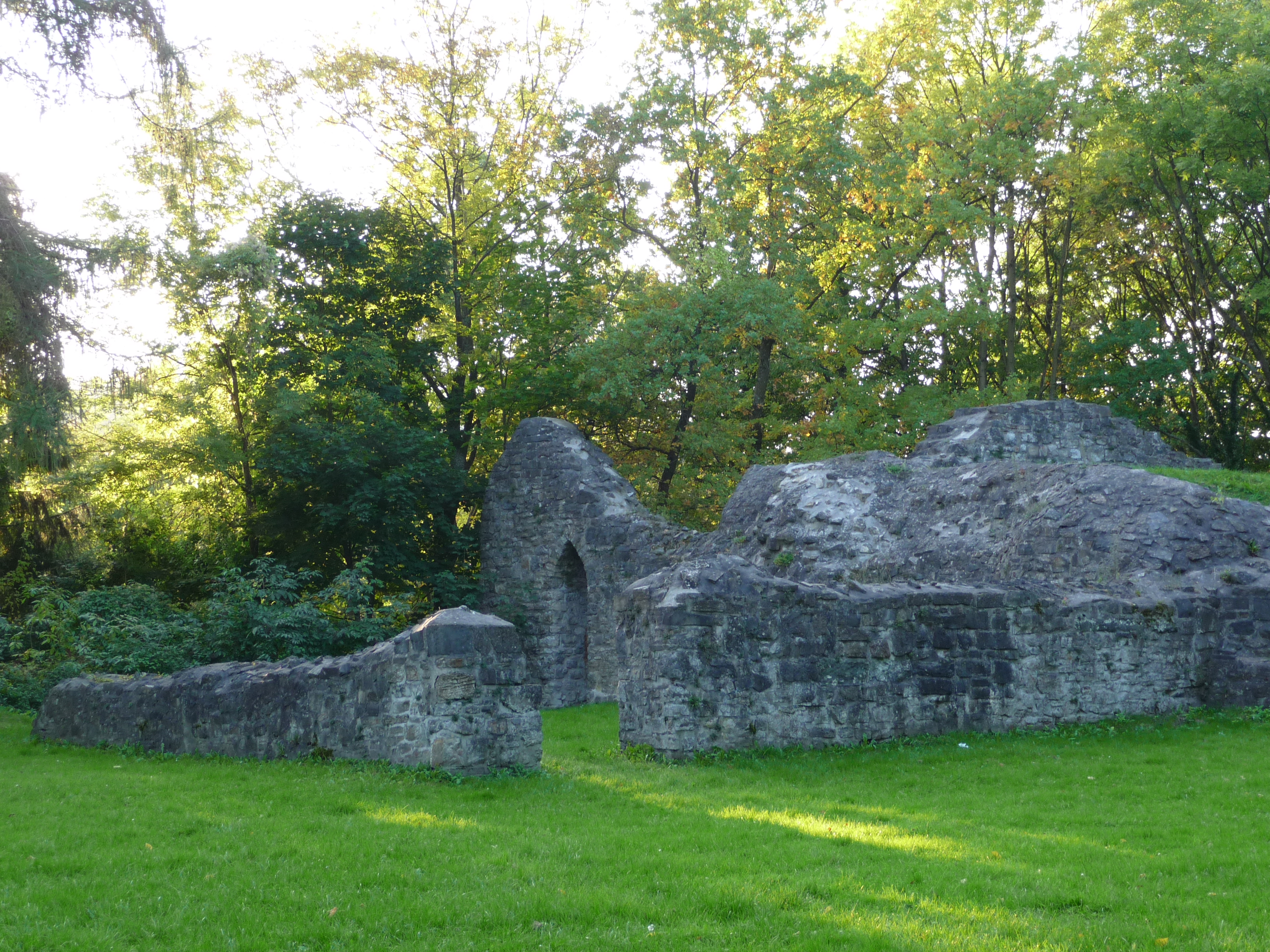
Die über 1000 Jahre alte Burg Hachen

## Einrichtungen

### St. Marien
Das Gebiet war schon seit dem achten Jahrhundert christianisiert.
Die Grafen von Arnsberg errichteten vor 1200 eine Kapelle in Hachen als Eigenkirche, die von den Grafen unterhalten wurde und die auch den jeweiligen Geistlichen bestimmten. Die Gläubigen mussten davor den Gottesdienst in der Pfarrkirche in Enkhausen besuchen. Die Kirche in Enkhausen wurde vermutlich im 10. oder 11. Jahrhundert gebaut.  Das erste, dem Patrozinium der Maria unterstellten, Kirchengebäude, stand in der Nähe des Hofes Coerschulte nordöstlich des Burgberges. Als erster Geistlicher wurde der Plebanus Albertus de Hagnen erwähnt, er nahm 1214 an einer Kapitelversammlung in Balve teil. Der Bau war ungefähr 10 Meter lang und 6 Meter breit. Der halbrunde Chor war an der Ostseite angefügt. Das wuchtige Mauerwerk war von einem Strohdach bedeckt, das immer wieder erneuert wurde. Im Laufe der Jahre verfiel das Mauerwerk immer mehr. Über den Baustil und das sonstige Erscheinungsbild sind keine Erkenntnisse überliefert, auch das Aussehen des Innenraumes ist nicht bekannt. Der letzte Gottesdienst wurde 1826 entweder von dem Pfarrer Friedrich Hellwig aus Enkhausen oder dem Beneficianten Canonicus Vanhagel gehalten, danach wurde die Kapelle profaniert. Everhard Mesler kaufte das Gebäude mit dem Grundstück für 60 Mark, reparierte es ein wenig und nutzte es als Stall für sein Vieh. Die Kapelle brannte 1890 ab.
Danach wurde ein Neubau geplant, bei dem auch gleichzeitig ein Schulgebäude errichtet werden sollte. Die Pläne lagen zwar vor, aber die Beschaffung der Finanzmittel war nicht geklärt. Es wurde eine Eingabe nach Paderborn gemacht, um in der Provinz Westfalen zugunsten des Kirchenbaus eine Kollekte durchzuführen. Ein Gesuch um Gnadenunterstützung durch den König in Berlin wurde ebenfalls eingereicht. Beide Gesuche wurden 1841 abgelehnt. Bei der Ablehnung aus Berlin wurde auf den möglichen Rechtsweg hingewiesen, der nun zu beschreiten wäre, wenn sie sich getrauen. Die Hachener trauten sich, es wurde ein Kapellenvorstand gegründet und am 27. November 1845 klagte der Kapellenvorstand gegen den preußischen Fiskus. Der Prozess wurde durch drei Instanzen geführt und dauerte drei Jahre. Nach jahrelangem Streit um die Finanzierung und der Lösung etlicher anderer Probleme wurde der Grundstein am 20. Juni 1863 gelegt. Die Benediktion in honorem beatae Mariae virginis erfolgte am 21. November 1865 durch den Dechanten Schlüter aus Hüsten.
Der Hochaltar wurde von der Pfarrei Hüsten gestiftet.
Nach einem Inventarium von 1866 besaß die Kapelle folgende Ausstattung:
- Ein alter Altar, geschenkt von dem Kirchspiel Hüsten, vervollständigt und neu illuminiert von der Kapellenkasse
- Eine kleine Altarschelle
- Ein weißes Messgewand neu
- Ein neuer Kelch
- Ein neuer messingener Weihwasser-Kessel
- Zwei zinnerne Messkännchen, neu
- Zwei weiße Fahnen von Woll-Damast
- Ein rotes Messgewand
- Ein schwarzes Messgewand
- 4 Altarleuchter von Messing
- 3 Leinen-Alben
- Ein Priester Rochet
- 2 Anzüge für Messdiener
- 1 Kranken-Laterne, dto. eine ältere
- 1 Rauchfaß (wie Nr. 14 geschenkt)
- Eine Statue der Mutter Gottes (v. Goldkuhle)
- Zwei Altartücher, ein Communiontuch und andere Leinensachen[20]

Bis 1925 hatte Hachen keinen eigenen Geistlichen, dann wurde der Pfarrer i. R. Wilhelm Bange angestellt. Hachen wurde im Januar 1927 zur Pfarrvikarie erhoben. Da die Kapelle für den Ort zu klein geworden war, erweiterte man 1930 die Orgelbühne. Der Zustand war 1931 schlecht, Verputz und Bemalung waren stark in Mitleidenschaft gezogen und bei den Kreuzwegstationen fehlten die Kreuze. Der Bau wurde im selben Jahr neu verputzt. Im November wurde ein neuer Tabernakel in den Altar eingebaut. Unter der Leitung des Kirchenmalers Frerig fand 1932 die Restaurierung des Innenraumes statt, die notwendige Renovierung der Orgel wurde in Angriff genommen und die Fenster bekamen Kathedralglas. Der Erzbischof von Paderborn sprach 1934 der Gemeinde in Hachen die eigene Vermögensverwaltung zu. Die Erhebung zur Pfarrei erfolgte am 1. Februar 1939 durch den Erzbischof Caspar Klein. Das Gebäude wurde 1954 nach Plänen von Hans Massmann und 1966 nach Plänen von Heinrich Stiegemann erweitert, da die Gemeinde angewachsen war. Um Platz zu schaffen, wurde die alte Schule von 1876 abgebrochen.

### Sonstige Einrichtungen
- In Hachen befindet sich die Willi-Weyer-Sportschule des Landessportbundes Nordrhein-Westfalen.
- Die Sauerland-Klinik ist eine neurologische Akut- und Spezialklinik für Multiple-Sklerose-Patienten.[23]

## Bildung
In Hachen gibt es sowohl einen katholischen als auch einen städtischen Kindergarten.

Die Katholische Grundschule Hachen wird ergänzt durch eine offene Ganztagsschule.

Durch seine gute Anbindung an den ÖPNV sind die weiterführenden Schulen in Sundern (Sauerland), Arnsberg, Neheim und Hüsten problemlos erreichbar.

## Vereinsleben
Die dörfliche Gemeinschaft wird stark von den zahlreichen Vereinen geprägt. Folgende Vereine sind u. a. in Hachen tätig:
- Der mitgliederstärkste Verein Hachens ist die Schützenbruderschaft St. Michael. Der Verein wurde 1663 gegründet. Seine 670 Mitglieder verteilen sich auf drei Kompanien sowie die Jugendkompanie.[24]
- Turn- und Sportverein Hachen 1920[25]
- Kolpingverein Hachen[26]
- Surfclub Hachen-Sorpesee[27]
- DPSG Stamm Hachen[28]
- KfD Hachen[29]
- Freundschaftskreis Torfou
- Freiwillige Feuerwehr Sundern Löschgruppe Hachen[30]
- Männerchor „Eintracht“ Hachen 1884[31]
- Musikverein Hachen[32]
- Sauerländischer Gebirgsverein Hachen, Auflösung am 1. September 2013 beschlossen[33][34]
- Schießsportgruppe der Schützenbruderschaft St. Michael
- VdK Kriegs- und Wehrdienstopfer Ortsgruppe Hachen
- Verkehrsverein Hachen - Enkhausen
- Interessengemeinschaft Osterfeuer[35]

Die Vereine sind im Ortsring Hachen zusammengeschlossen.

## Regelmäßige Veranstaltungen
Jedes Jahr am Wochenende nach Pfingsten findet das Schützenfest der Schützenbruderschaft St. Michael Hachen statt. Höhepunkt der dreitägigen Feierlichkeiten ist das Vogelschießen am Sonntagmorgen auf der Burg Hachen.
Am zweiten Wochenende im Dezember findet auf dem Schützenplatz der stimmungsvolle Weihnachtsmarkt mit Weihnachtsbaumverkauf statt.
Der vom TuS Hachen veranstaltete Radio Sauerland Cup ist eines der beliebtesten Nachwuchs-Fußballturniere im Sauerland.

## Verkehr
Durch Hachen verläuft die Bundesstraße . Die nächsten Anschlussstellen sind Arnsberg-Altstadt  und Hüsten an der Autobahn .
Durch die Linien R22, R25, S20, 432 und N6 ist Hachen an das Busliniennetz der RLG angebunden.
Hierdurch ist Hachen an den Bahnhof Arnsberg (Westfalen) und an den Bahnhof Neheim-Hüsten angebunden, die beide vom Sauerland-Express sowie dem Dortmund-Sauerland-Express angefahren werden.
Des Weiteren verläuft durch Hachen die Bahnstrecke Neheim-Hüsten–Sundern, wobei diese nur sporadisch für den Güterverkehr benutzt wird. Eine Wiederaufnahme des Personenverkehrs, welcher 1977 eingestellt wurde, wird diskutiert. Die Wiedereinrichtung des SPNV ist im Nahverkehrsplan des Zweckverband Nahverkehr Westfalen-Lippe enthalten und wurde für die Neuaufstellung des ÖPNV-Bedarfplans des Landes NRW angemeldet. In mehreren Gutachten wurde nachgewiesen, dass eine Bedienung im Stundentakt nach Ertüchtigung der Infrastruktur möglich und volkswirtschaftlich sinnvoll ist.

## Persönlichkeiten
- Bernhard Frick (um 1600–1655), Weihbischof in Paderborn und Hildesheim
- Heinz Josef Feldmann (* 1960), Brigadegeneral und seit Oktober 2010 Kommandeur des Kommando Spezialkräfte der Bundeswehr

## Partnerschaft
Zwischen Hachen und der französischen Ortschaft Torfou besteht seit dem Jahr 2001 eine Gemeindepartnerschaft. Torfou ist seit 2016 Teil von Sèvremoine.